# Peperomia tenae
Peperomia tenae är en pepparväxtart som beskrevs av Trel. & Yunck.. Peperomia tenae ingår i släktet peperomior, och familjen pepparväxter. Inga underarter finns listade i Catalogue of Life.